# Czarna Wanta

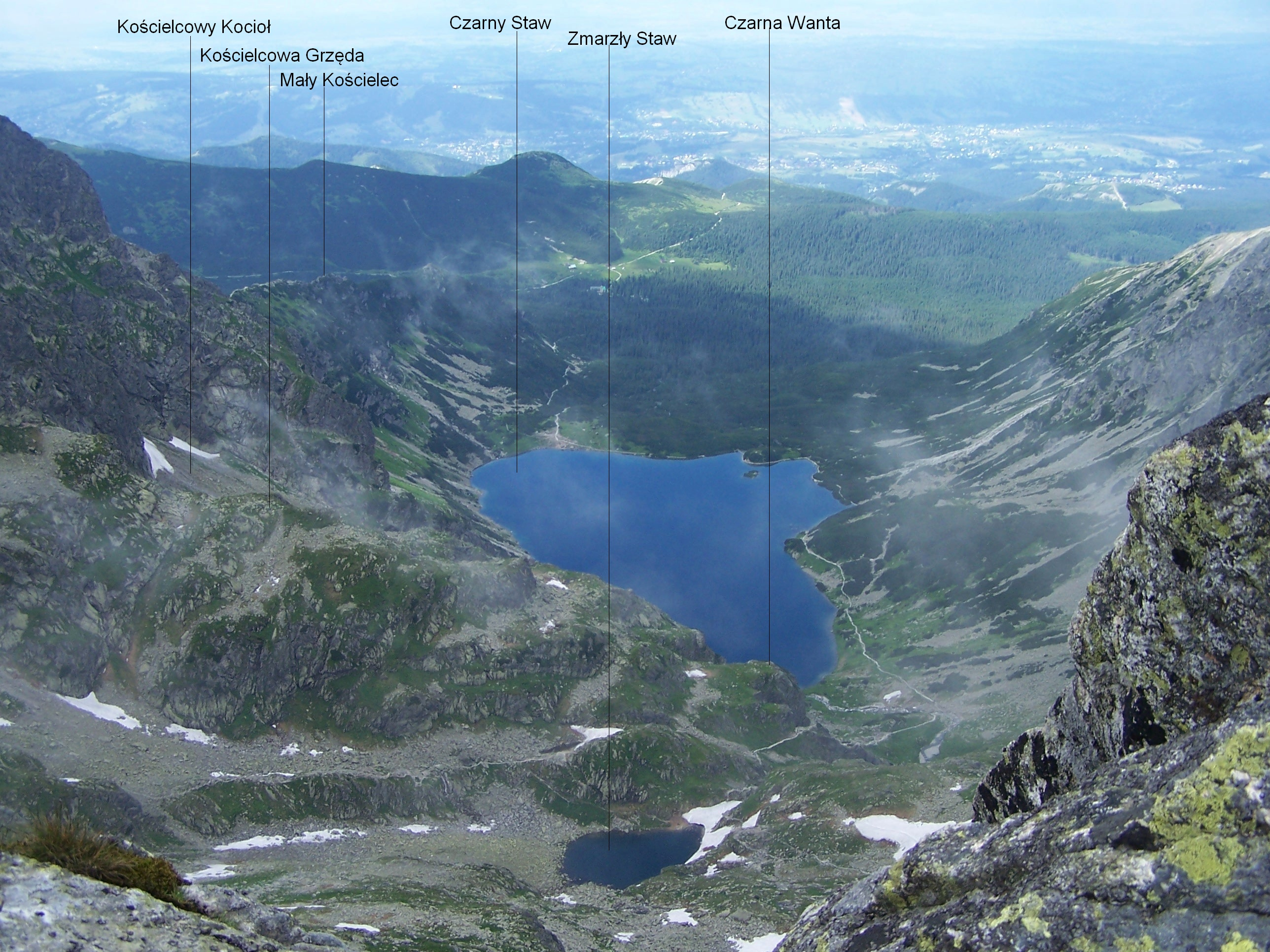
Widok z Orlej Perci

Czarna Wanta – baszta we wschodnim zakończeniu Kościelcowej Grzędy w polskich Tatrach Wysokich. Jej podnóżami przebiega niebieski szlak turystyczny z Doliny Gąsienicowej na Zawrat. Czarna Wanta znajduje się pomiędzy Czarnym Stawem Gąsienicowym i Zmarzłym Stawem Gąsienicowym, po prawej stronie szlaku (patrząc od dołu).
W gwarze podhalańskiej wantą nazywa się luźny blok skalny czy skałę. Duże zgrupowanie takich skał to np. Wantule. W nazewnictwie tatrzańskim jednak słowo wanta występuje także w nazwach skał złączonych z podłożem, z którego wyrastają, np. Mokra Wanta w Dolinie Wielickiej, Mokra Wanta pod Rysami, Zbójnickie Wanty.